# アイ・ラブ・ユー (盛田賢司の漫画)
『アイ・ラブ・ユー』は、盛田賢司による競泳を題材にした日本の漫画作品。

## あらすじ
文武両道で知られる県下きっての名門校、私立桜花高等学校。2年生の赤井修二は、水泳部のホープとして注目を集めていたが、腰痛のため退部を考えていた。そこへ新入部員として、陸奥中学校時代の同級生だった若林千夏が入ってくる。彼女との再会をきっかけに、修二はもう一度泳ぐことを決意する。

## 主な登場人物
- 赤井 修二（あかい しゅうじ）
  - 桜花高校体育科2年生。中学時代は“プルトニウム人間”の異名を持つ不良少年だったが、千夏の泳ぐ姿を見ているうちに、彼女に勧められて水泳を始めるようになった。実力を買われ、体育科に特待生として進学。1年生夏の大会で大会新記録を出して優勝し、将来有望と期待されていた。しかし、その後程なくして腰を痛め、2年生になってからは練習に参加していなかった。種目はバタフライだが、千夏との再会後に自由形へ転向する。

- 若林 千夏（わかばやし ちか）
  - 桜花高校普通科1年生。修二の中学時代の同級生。とある出来事がきっかけで浪人し、1年遅れで桜花高校に進学した。種目は背泳ぎ。

- 藤城 風子（ふじしろ ふうこ）
  - 杉ヶ浦商業高校2年生。修二の幼馴染で、中学時代は不良仲間でもあった。

- 花島 耕平（はなしま こうへい）
  - 千夏の中学時代の恋人。バタフライでインターハイ2回、学生選手権1回の優勝歴があり、オリンピック代表候補になった事も。榛名体育大学在籍時に、教育実習のため水泳部のコーチとして陸奥中学に来た事があり、修二からライバル視されていた。しかし自らの限界を感じて現役を退き、水泳部監督として桜花高校にやって来る。